# 韭山列岛
韭山列岛是中国浙江省象山县境内的一处群岛，得名于主岛南韭山。整个群岛共包含28座岛屿，48处礁。南北总长11.5公里，东西宽10公里，岛屿面积7.3平方公里。岛屿附近野生动物丰富，为众多鱼类和鸟类的栖息和繁殖地。2003年4月，列岛部分区域被划入浙江省级海洋自然保护区，2011年4月升格为国家级自然保护区。

## 地理概况
韭山列岛位于舟山群岛南端，经纬度范围位于北纬29°22′30″至29°28′36″，东经122°09′18″至122°15′24″之间，隔牛鼻山水道与大陆相望，最近距离18.5公里。主要岛屿有南韭山、积谷山、官船岙、蚊虫山、马补山、大青山、上竹山、中竹山、下竹山等，合称“九山”。气候属亚热带季风气候，温暖湿润，降水丰富。所处海域受到沿岸流和春秋季台湾暖流支流影响，海水表层营养成分丰富。

## 生物群落
韭山列岛由于远离工业区，因而自然条件保护较好，又由于海流因素，海水中饵料丰富，利于鱼虾繁衍。岛上地貌形态多样，适于水鸟栖息繁殖。因而，韭山列岛一带生物多样性保存完好。海底复杂的地形条件为小型鱼群和乌贼提供了食物，而这些海洋生物也使江豚在这一海域形成了较大的种群分布区。列岛附近也是大黄鱼、带鱼和曼氏无针乌贼的栖息繁殖场所。岛上共有黑嘴端凤头燕鸥、黄嘴白鹭、岩鹭三种国家二级重点保护鸟类栖息。其中的黑嘴端凤头燕鸥由于数量稀少，行踪不定而被称为“神话之鸟”，而韭山列岛是这种鸟类目前发现的全球仅存的两个栖息地之一。此外，白鹭、中白鹭、黑尾鸥、大凤头燕鸥等鸟类也在岛上栖息繁殖。

## 保护区概况
由于海洋开发，韭山列岛的渔业资源和生态环境遭到了一定程度的破坏。2003年4月，经过浙江省人民政府批准，韭山列岛海洋生态自然保护区成立。此后，保护区内建立了保护工作站、界碑、警示牌和视频监控设施，韭山列岛生态环境也得到了一定程度的恢复。
2006年，宁波市人大常委会通过《宁波市韭山列岛海洋生态自然保护区条例》，这也使得韭山列岛成为中国大陆首个拥有专门保护条例的省级自然保护区。根据这一条例，韭山列岛自然保护区位于北纬29°32.4′、东经122°3.3′，北纬29°32.4′、东经122°29.2′，北纬29°16.2′、东经122°3.3′，北纬29°16.2′、东经122°23.5′四点连线之间，重点保护江豚、大黄鱼、曼氏无针乌贼和各种珍稀鸟类。在这一区域中，南韭山小东岩、官船岙、黄礁、上竹山、麒麟头、大青山、将军帽、南耳朵、马补山、蚊虫山小礁、南韭山乌贼山嘴西侧连线形成保护区中的核心区，禁止任何人未经允许擅自进入。核心区外三千米及南韭山向外200米为缓冲区，禁止进行生产经营活动。其余部分为实验区，可以在一定限制条件下进行参观旅游等活动。
2011年4月，象山韭山列岛自然保护区升格为国家级自然保护区。

## 神话传说
相传观音菩萨选择道场之时，为满足72个宫卦（即山头）的要求，飞临韭山列岛，发现风景优美，但数来数去发现只有71座山头，却忘记了脚下的凤凰山，于是只好另觅他处。在选定道场为普陀山之后，一日，观音菩萨再度飞临韭山列岛，这才发现原来的错误，但为时已晚。